# Gyapjas János
Gyapjas János (Torda, 1921. október 24. – ?) Ausztráliába emigrált vajdasági magyar színész, színházi rendező.

## Életpályája
1945-ben a Szabadkai Népszínház megalapításakor az együttes tagja volt. 1950-ig volt Szabadkán. Az 1953–1954-es évadban a nagybecskereki magyar színházban szerepelt. 1955–1966 között az Újvidéki Rádió színészegyüttesének tagja volt. Innen vándorolt ki Ausztráliába, ahol bekapcsolódott az ottani magyar nyelvű színjátszásba.
Főleg komikus zsánerfigurák, népi alakok sikeres megformálója.

## Színházi munkái

### Színházi szerepei
- Háy Gyula: Tiszazug – Tanító
- Móricz Zsigmond: Sári bíró – Gedi
- Carlo Goldoni: A hazug – Brighella
- Kacsoh Pongrác: János vitéz – A falu csősze
- Shaw: Az ördög cimborája – a másik fiú
- Nusic: A miniszter felesége – Raka
- Molière: A botcsinálta doktor – Perrin
- Mihalkov: A vörös nyakkendő – Sura

### Színházi rendezései
- Kacsoh Pongrác: János vitéz
- Móricz Zsigmond: Sári bíró